# ドミニク・レイエス
ドミニク・レイエス（Dominick Reyes、1989年12月26日 - ）は、アメリカ合衆国の男性総合格闘家。カリフォルニア州ヘスペリア出身。テイシェイラMMA & フィットネス所属。UFC世界ライトヘビー級ランキング8位。

## 来歴
幼少の頃からレスリングとアメリカンフットボールを始めた。ニューヨーク州立大学ストーニーブルック校時代にはアメリカンフットボールでディフェンシブバック（セイフティ）として1年時からスターティングメンバーに選ばれ活躍し、最終的にはチームのキャプテンを務めた。大学卒業後に兄弟が経営する「ケージ・コンバット・アカデミー」で総合格闘技のトレーニングを開始した。
2013年にアマチュアデビュー戦を行い、5連勝の記録でプロへ転向。
プロでも6連勝を収めるとUFCと契約を交わした。

### UFC
2017年6月25日、UFC初参戦となったUFC Fight Night: Chiesa vs. Leeでヨアキム・クリステンセンと対戦し、左ストレートで開始29秒のTKO勝ち。パフォーマンス・オブ・ザ・ナイトを受賞し、UFCデビュー戦を白星で飾った。
2018年10月6日、UFC 229でライトヘビー級ランキング7位のオヴィンス・サンプルーと対戦し、3-0の判定勝ち。
2019年3月16日、UFC Fight Night: Till vs. Masvidalでライトヘビー級ランキング6位のヴォルカン・オーズデミアと対戦し、2-1の判定勝ち。
2019年10月18日、UFC on ESPN: Reyes vs. Weidmanで元UFC世界ミドル級王者のクリス・ワイドマンと対戦し、1R序盤に左ストレートでダウンを奪い、パウンドでTKO勝ち。パフォーマンス・オブ・ザ・ナイトを受賞し、自身の無敗記録を12に伸ばした。
2020年2月8日、UFC 247のUFC世界ライトヘビー級タイトルマッチで王者ジョン・ジョーンズに挑戦。序盤から中盤にかけてスタンドの攻防で善戦したものの、僅差で0-3の5R判定負け。王座獲得に失敗し、キャリア13戦目にして初黒星を喫した。接戦ではあったが、MMA FightingがSNSで行ったファンアンケートでは、ジョーンズ勝利支持が42.1％、レイエス勝利支持が57.9％となり、北米主要メディア記者の判定では21人中14人がレイエスの勝利を支持した。
2020年9月27日、UFC 253のUFC世界ライトヘビー級王座決定戦でライトヘビー級ランキング3位のヤン・ブラホヴィッチと対戦し、2Rに左フックでダウンを奪われパウンドでTKO負け。王座獲得に失敗した。
2021年5月1日、UFC on ESPN: Reyes vs. Procházkaでライトヘビー級ランキング5位のイリー・プロハースカと対戦し、左スピニングバックエルボーで2RKO負け。敗れはしたものの、ファイト・オブ・ザ・ナイトを受賞した。
2022年11月12日、1年6カ月ぶりの復帰戦となったUFC 281でライトヘビー級ランキング12位のライアン・スパンと対戦し、左ジャブから右フックで1RKO負け。4連敗となった。この試合はスパンの体重超過により、206.6ポンドのキャッチウェイト契約で行われた。
2024年6月8日、UFC on ESPN: Cannonier vs. Imavovでダスティン・ジャコビーと対戦。カウンターの左ストレートを効かせ、追撃の左膝蹴りでダウンを奪い最後はスタンドパンチ連打で1RKO勝ち。約4年8カ月ぶりの白星となった。
2024年12月7日、UFC 310でライトヘビー級ランキング13位のアンソニー・スミスと対戦し、パウンドで2RTKO勝ち。
2025年4月12日、UFC 314でライトヘビー級ランキング8位のニキータ・クリーロフと対戦し、カウンターの左ストレートでダウンを奪いパウンドで1RKO勝ち。

## ファイトスタイル
The Devastator（破壊者）のニックネームの由来となった強烈なキックと、左ストレートを軸とした切れのあるパンチを持つファイター。テイクダウンの攻防にも優れており、テイクダウンディフェンスの成功率は80%を越えている。

## 人物・エピソード
- 兄アレックスも同じく総合格闘家であり、UFCへの参戦経験を持つ[11]。

## 戦績
| 総合格闘技 戦績 | 総合格闘技 戦績 | 総合格闘技 戦績 | 総合格闘技 戦績 | 総合格闘技 戦績 | 総合格闘技 戦績 | 総合格闘技 戦績 |
| --------------- | --------------- | --------------- | --------------- | --------------- | --------------- | --------------- |
| 19 試合         | (T)KO           | 一本            | 判定            | その他          | 引き分け        | 無効試合        |
| 15 勝           | 10              | 2               | 3               | 0               | 0               | 0               |
| 4 敗            | 3               | 0               | 1               | 0               | 0               | 0               |

| 勝敗 | 対戦相手                 | 試合結果                                 | 大会名                                                           | 開催年月日     |
|      | カーロス・アルバーグ     |                                          | UFC Fight Night: Ulberg vs. Reyes                                | 2025年9月27日  |
| ○    | ニキータ・クリーロフ     | 1R 2:24 KO（左ストレート→パウンド）      | UFC 314: Volkanovski vs. Lopes                                   | 2025年4月12日  |
| ○    | アンソニー・スミス       | 2R 4:46 TKO（パウンド）                  | UFC 310: Pantoja vs. Asakura                                     | 2024年12月7日  |
| ○    | ダスティン・ジャコビー   | 1R 2:00 KO（スタンドパンチ連打）         | UFC on ESPN 57: Cannonier vs. Imavov                             | 2024年6月8日   |
| ×    | ライアン・スパン         | 1R 1:20 KO（左ジャブ）                   | UFC 281: Adesanya vs. Pereira                                    | 2022年11月12日 |
| ×    | イリー・プロハースカ     | 2R 4:29 KO（左スピニングバックエルボー） | UFC on ESPN 23: Reyes vs. Procházka                              | 2021年5月1日   |
| ×    | ヤン・ブラホヴィッチ     | 2R 4:36 TKO（左フック→パウンド）         | UFC 253: Adesanya vs. Costa 【UFC世界ライトヘビー級王座決定戦】  | 2020年9月27日  |
| ×    | ジョン・ジョーンズ       | 5分5R終了 判定0-3                        | UFC 247: Jones vs. Reyes 【UFC世界ライトヘビー級タイトルマッチ】 | 2020年2月8日   |
| ○    | クリス・ワイドマン       | 1R 1:43 TKO（左ストレート→パウンド）     | UFC on ESPN 6: Reyes vs. Weidman                                 | 2019年10月18日 |
| ○    | ヴォルカン・オーズデミア | 5分3R終了 判定2-1                        | UFC Fight Night: Till vs. Masvidal                               | 2019年3月16日  |
| ○    | オヴィンス・サンプルー   | 5分3R終了 判定3-0                        | UFC 229: Khabib vs. McGregor                                     | 2018年10月6日  |
| ○    | ジャレッド・キャノニア   | 1R 2:55 TKO（左アッパー）                | UFC Fight Night: Maia vs. Usman                                  | 2018年5月19日  |
| ○    | ジェレミー・キンボール   | 1R 3:39 リアネイキッドチョーク           | UFC 218: Holloway vs. Aldo 2                                     | 2017年12月2日  |
| ○    | ヨアキム・クリステンセン | 1R 0:29 TKO（左ストレート）              | UFC Fight Night: Chiesa vs. Lee                                  | 2017年6月25日  |
| ○    | ジョーダン・パウエル     | 1R 0:53 KO（ハイキック）                 | LFA 13: Millender vs. Holland                                    | 2017年6月2日   |
| ○    | マーカス・ゴーバン       | 1R 0:27 KO（ハイキック）                 | Hoosier Fight Club 32                                            | 2017年2月11日  |
| ○    | タイラー・スミス         | 1R 1:35 TKO（）                          | KOTC: Martial Law                                                | 2016年9月18日  |
| ○    | ケリー・グレイ           | 5分3R終了 判定3-0                        | KOTC: Sinister Intentions                                        | 2015年10月17日 |
| ○    | ジェシー・グラス         | 1R 0:55 ギロチンチョーク                 | Gladiator Challenge: Carnage                                     | 2015年4月3日   |
| ○    | ホセ・リーバス           | 1R 3:23 TKO（）                          | KOTC: Fisticuffs                                                 | 2014年12月4日  |

## 獲得タイトル
- 大学MMAライトヘビー級王座（2014年）[12]

## 表彰
- ブラジリアン柔術 青帯
- UFC ファイト・オブ・ザ・ナイト（1回）
- UFC パフォーマンス・オブ・ザ・ナイト（2回）